# Wspólnota administracyjna Langquaid
Wspólnota administracyjna Langquaid – wspólnota administracyjna (niem. Verwaltungsgemeinschaft) w Niemczech, w kraju związkowym Bawaria, w rejencji Dolna Bawaria, w regionie Ratyzbona, w powiecie  Kelheim. Siedziba wspólnoty znajduje się w miejscowości Langquaid.
Wspólnota administracyjna zrzesza jedną gminę targową (Markt) oraz dwie gminy wiejskie (Gemeinde): 
- Hausen, 2 041 mieszkańców, 34,68 km²
- Herrngiersdorf, 1 129 mieszkańców, 25,15 km²
- Langquaid, gmina targowa, 5 119 mieszkańców, 56,63 km²